# Freya delle sette isole
Freya delle sette isole (Freya of the Seven Islands: A Story of Shallow Waters) è un racconto dello scrittore Joseph Conrad, la cui stesura iniziò nel 1912, pubblicato nello stesso anno sia sul London Magazine che nella raccolta "Racconti di mare e di costa" (nota in Italia anche sotto il titolo "Fra terra e mare"). Tale raccolta include gli altri due racconti: "Il compagno segreto" e "Un briciolo di fortuna". L'edizione italiana risale invece al 1946 e fu pubblicata da Giulio Einaudi Editore con il titolo "Freya delle sette isole- Storia di bassifondi" con la traduzione di Piero Jahier.

## Trama
Nella Londra dei "quattro diabolici elementi, freddo, umido, fango e sudiciume" il narratore onnisciente riceve una lettera da un suo vecchio conoscente e compagno di bordo, un impiegato della "Mesman", una ditta commerciale di Makassar, (Indonesia):
La storia si sposta nel tempo ed il narratore torna indietro negli anni quando egli, buon amico di Nelson, ne frequentava la casa:
Nelson, per esattezza Nielsen, un danese che gli inglesi chiamavano per loro comodità Nelson, aveva navigato per molti anni commerciando in lungo e in largo per tutti i mari del levante e, ormai vecchio, si era ritirato affittando parte di un’isoletta in un piccolo gruppo chiamato Le sette isole a nord di Bangka. Qui possedeva una bella casa con una piccola piantagione di tabacco, affacciata sulla piccola baia di Nelson.
Nelson è vedovo: la moglie era morta quando la figlia, Freya, aveva dodici anni. Della bambina si era occupata per sei anni Harley, una signora di Singapore; quando questa deve andare in Europa, Freya, diciottenne, raggiunge il padre sull’isoletta.
La ragazza suona virtuosamente il pianoforte ed è innamorata, segretamente dal padre, di Jasper Allen, un baldo giovinotto proprietario e capitano del Bonito, un veloce e grazioso brigantino con il quale effettua commerci. Allen è invaghito di Freya, e assieme progettano di fuggire col brigantino, loro nido d’amore, tra pochi mesi, appena la ragazza compirà 21 anni.
Su Freya ha però messo gli occhi Heemskirk, rozzo e sgraziato tenente di vascello quarantenne che comanda il Nettuno, una piccola cannoniera della marina olandese. Presuntuoso, autoritario e invadente, frequenta la casa di Nelson, che lo ossequia, avendone tremenda soggezione e timore delle autorità olandesi, "di cui diffidava immensamente". Il vecchio, nella sua infantile ingenuità, non comprende il motivo delle visite di Heemskirk, il quale, peraltro ha iniziato ad effettuare servizi di ronda e sorveglianza dei mercantili nella baia.
Anche Jasper frequenta la casa di Nelson, ormeggiando il suo brigantino nella piccola baia e appartandosi di nascosto con Freya nella veranda posteriore della casa, con la complicità di Antonia, la serva malacca-portoghese di Freya. Ma Heemskirk, lo "scarafaggio nero", si accorge che Jasper ronza intorno alla ragazza e un giorno sorprende i due in effusioni amorose. Impazzisce di rabbia e furore: la ragazza preferisce uno smidollato commerciante a lui, ufficiale di sua maestà il Re d'Olanda. Quando Jasper va via, l’uomo furente affronta la ragazza e tenta di baciarla, ma Freya si difende con un ceffone.
Heemskirk non manda giù l'offesa; per di più, se la cosa trapelasse, diventerebbe lo zimbello delle isole, così inizia a meditare come vendicarsi dell’affronto.
Nel frattempo il secondo di Jasper si è licenziato, ed egli ha imbarcato tal Schultz, bravo marinaio, esperto e competente, ma chiacchierato per certi furtarelli di bordo.
La situazione degenera: Heemskirk, in agguato con la sua cannoniera, ferma il brigantino di Jasper per un'ispezione e non trovando a bordo i fucili registrati nei documenti di bordo, sequestra il veliero e arresta il giovane per contrabbando di armi. Trainando a rimorchio il brigantino , il Nettuno si avvicina agli scogli di Tamissa

e con manovra criminale ve lo fa finir sopra.
"La crudele e selvaggia burla" del fato rompe il delicato sogno di Jasper e di Freya. Schultz aveva venduto i fucili per procurarsi pochi dollari. Per il rimorso del danno procurato a Jasper, che lo aveva benevolmente accolto sul brigantino, si taglia la gola. Jasper impazzisce, e vaga come un fantasma per le strade di Makassar, ridotto ad una larva. Freya, appresa la vicenda, si ammala, lasciandosi morire in un ospedale di Hong Kong, dove il padre l’ha portata nella speranza di salvarla. Le sue ultime parole al padre:

## Personaggi
- Il narratore onnisciente
- Nelson (Nielsen), il padre di Freya
- Freya
- Jasper Allen il capitano del "Bonito"
- Heemskirk, l'ufficiale olandese del "Nettuno"
- Antonia, la serva di Freya
- Schultz, il secondo del "bonito"
- Mesman, il negoziante olandese
- Il fratellastro di Jasper
- Tamil, il capo servitù di casa Nelson
- Gomez, l'impiegato dell'albergo "Horange House" di Makassar

## Curiosità
- Nel racconto viene citato il "Nan-Shan" che è il piroscafo del comandante MacWhirr del racconto Tifone